# Summer Wind
"Summer Wind" là bài hát năm 1965, ban đầu được phát hành ở Đức với tên "Der Sommerwind" và do Heinz Meier soạn nhạc và lời tiếng Đức của Hans Bradtke.

## Bảng xếp hạng

### Bảng xếp hạng hàng tuần
Phiên bản của Wayne Newton
| Bảng xếp hạng (1965)             | Vị trí cao nhất |
| -------------------------------- | --------------- |
| US Billboard Hot 100 (Billboard) | 78              |

Phiên bản của Frank Sinatra
| Bảng xếp hạng (1966)                       | Vị trí cao nhất |
| ------------------------------------------ | --------------- |
| Canada RPM Top Singles                     | 24              |
| US Billboard Hot 100                       | 25              |
| US Easy Listening (Billboard)              | 1               |
| UK Singles Chart (Official Charts Company) | 36              |